# Формата на водата (филм)
„Формата на водата“ е американски филм от 2017 г.
Режисиран е от Гийермо дел Торо. Участват Сали Хокинс, Майкъл Шанън, Ричард Дженкинс, Дъг Джоунс, Майкъл Стулбарг и Октавия Спенсър.
Действието се развива в Балтимор, щ. Мериленд през 1962 г. Проследява историята на чистачка в строго охранявана държавна лаборатория, която се влюбва в държаната там хуманоидна амфибия.

## В България
Филмът е пуснат в България от „Александра Филмс“ на 9 март 2018 г.
На 20 април 2021 г. е излъчен премиерно по Би Ти Ви Синема с български дублаж, записан в студио VMS. Екипът се състои от:
| Озвучаващи артисти  | Татяна Захова Росен Русев Явор Караиванов Кирил Ивайлов Петя Абаджиева |
| Преводач            | Невена Генчева                                                         |
| Тонрежисьор         | Сибин Златарев                                                         |
| Режисьор на дублажа | Веселина Стоилова                                                      |